# Manifesto (Roxy Music)
| Recensione                        | Giudizio   |
| --------------------------------- | ---------- |
| AllMusic                          | [ 4 ]      |
| Robert Christgau                  | A-         |
| The New Rolling Stone Album Guide | [ 6 ]      |
| Sputnikmusic                      | 3.0 (Good) |
| Piero Scaruffi                    | [ 8 ]      |
| Dizionario del Pop-Rock           | [ 9 ]      |
| 24.000 dischi                     | [ 10 ]     |

Manifesto  è il sesto album in studio dei Roxy Music, pubblicato nel 1979.

## Tracce

### LP
Lato A
East Side
1. Manifesto – 5:30 (Bryan Ferry, Phil Manzanera)
2. Trash – 2:13 (Bryan Ferry, Phil Manzanera)
3. Angel Eyes – 3:32 (Bryan Ferry, Andrew Mackay)
4. Still Falls the Rain – 4:11 (Bryan Ferry, Phil Manzanera)
5. Stranger Through the Years – 6:13 (Bryan Ferry)

Lato B
West Side
1. Ain't That So – 5:39 (Bryan Ferry)
2. My Little Girl – 3:18 (Bryan Ferry, Phil Manzanera)
3. Dance Away – 4:21 (Bryan Ferry)
4. Cry, Cry, Cry – 2:54 (Bryan Ferry)
5. Spin Me Round – 5:12 (Bryan Ferry)

## Formazione
- Bryan Ferry - voce, tastiere
- Alan Spenner - basso
- Andy Mackay - oboe, sassofono
- Phil Manzanera - chitarra
- Paul Thompson - batteria
- Paul Carrack – tastiera
- Gary Tibbs – basso

Altri musicisti
- Rick Marotta – batteria (non accreditato)
- Steve Ferrone – batteria (non accreditato)
- Richard Tee – piano (non accreditato)

Note aggiuntive
- Roxy Music - produttori
- Registrazioni effettuate al: Ridge Farm Studios di Capel, Surrey, Inghilterra ed al Basing Street Studios di Londra, Inghilterra
- Rhett Davies, Jimmy Douglass, Phill Brown e Randy Mason - ingegneri delle registrazioni
- Remixaggio effettuato al Atlantic Studios di New York City, New York, Stati Uniti
- Bryan Ferry, Antony Price, Neil Kirk, Sally Feldman e Cream (David Larkham) - grafica e design copertina album[11]

## Classifica
Album
| Anno | Classifica            | Posizione raggiunta |
| ---- | --------------------- | ------------------- |
| 1979 | Official Albums Chart | 7                   |
| 1979 | Billboard 200         | 23                  |

Singoli
| Anno | Titolo del brano | Classifica             | Posizione raggiunta |
| ---- | ---------------- | ---------------------- | ------------------- |
| 1979 | Dance Away       | Official Singles Chart | 2                   |
| 1979 | Angel Eyes       | Official Singles Chart | 4                   |
| 1979 | Trash            | Official Singles Chart | 40                  |
| 1979 | Dance Away       | Billboard Hot 100      | 44                  |